# Divizia Națională (2017)
Sezon 2017 jest 27. edycją rozgrywek o mistrzostwo Mołdawii. Tytułu broni Sheriff Tyraspol

## Zespoły
| Uczestnicy poprzedniej edycji                                                                                 | Uczestnicy poprzedniej edycji | Uczestnicy poprzedniej edycji | Uczestnicy poprzedniej edycji |
| --- | ----------------------------- | ----------------------------- | ----------------------------- |
| SHE | Sheriff Tyraspol              | 1                             |                               |
| DAK | Dacia Kiszyniów               | 2                             |                               |
| MIL | Milsami Orgiejów              | 3                             |                               |
| OLB | Olimpia Bielce                | 4                             |                               |
| ZKI | Zimbru Kiszyniów              | 5                             |                               |
| PEH | Petrocub Hîncești             | 6                             |                               |
| SPE | Speranța Nisporeni            | 7                             |                               |
| DAT | Dinamo-Auto Tyraspol          | 9                             |                               |
| Spadek z Divizia Națională                                                                                    |                               |                               |                               |
| UNG | FC Ungheni                    | 11                            |                               |
| Awans z Divizia A                                                                                             |                               |                               |                               |
| SFG | Sfîntul Gheorghe              | 2                             |                               |
| SPL | Spicul Chișcăreni             | 3                             |                               |
| Oznaczenia: - kolumna pierwsza – skróty nazw drużyn, - kolumna trzecia – miejsce zajęte w poprzednim sezonie. |                               |                               |                               |

## Tabela końcowa
| Lp. | Drużyna                   | M  | Z  | R | P  | B+ | B- | +/– | Pkt | Kwalifikacja lub spadek                      |
| --- | ------------------------- | -- | -- | - | -- | -- | -- | --- | --- | -------------------------------------------- |
| 1   | Sheriff Tyraspol (M)      | 18 | 14 | 3 | 1  | 50 | 14 | +36 | 45  | Liga Mistrzów UEFA • II runda kwalifikacyjna |
| 2   | Milsami Orgiejów          | 18 | 13 | 1 | 4  | 26 | 12 | +14 | 40  | Liga Europy UEFA • I runda kwalifikacyjna    |
| 3   | Petrocub-Hincesti         | 18 | 7  | 5 | 6  | 25 | 16 | +9  | 26  | Liga Europy UEFA • I runda kwalifikacyjna    |
| 4   | Dacia Kiszyniów           | 18 | 7  | 5 | 6  | 23 | 26 | −3  | 26  |                                              |
| 5   | Zarea Bielce              | 18 | 7  | 3 | 8  | 28 | 20 | +8  | 24  |                                              |
| 6   | Speranța Nisporeni        | 18 | 5  | 6 | 7  | 18 | 21 | −3  | 21  |                                              |
| 7   | Sfîntul Gheorghe Suruceni | 18 | 5  | 5 | 8  | 15 | 27 | −12 | 20  |                                              |
| 8   | Zimbru Kiszyniów          | 18 | 5  | 4 | 9  | 17 | 21 | −4  | 19  |                                              |
| 9   | Dinamo-Auto Tyraspol      | 18 | 4  | 3 | 11 | 14 | 38 | −24 | 15  |                                              |
| 10  | Spicul Chișcăreni (S)     | 18 | 3  | 5 | 10 | 14 | 35 | −21 | 14  | Spadek do Divizii "A"                        |

## Wyniki
| Gospodarz \ Gość     | DAK | DAT | MIL | PEH | SFG | SHE | SPE | SPL | ZAR | ZKI |
| Dacia Kiszyniów      |     | 4:1 | 1:1 | 0:2 | 1:0 | 1:1 | 2:1 | 2:2 | 1:1 | 2:1 |
| Dinamo-Auto Tyraspol | 3:2 |     | 1:4 | 1:0 | 2:2 | 0:4 | 0:3 | 0:3 | 1:0 | 1:0 |
| Milsami Orgiejów     | 2:1 | 2:1 |     | 1:0 | 1:0 | 0:2 | 0:1 | 2:0 | 1:0 | 1:0 |
| Petrocub Hîncești    | 3:0 | 1:0 | 1:0 |     | 1:2 | 1:2 | 1:1 | 0:1 | 1:1 | 4:1 |
| Sfîntul Gheorghe     | 0:1 | 1:0 | 0:3 | 0:2 |     | 0:3 | 2:1 | 4:3 | 2:1 | 0:0 |
| Sheriff Tyraspol     | 6:3 | 3:1 | 3:1 | 3:1 | 1:1 |     | 0:1 | 5:0 | 5:0 | 2:2 |
| Speranța Nisporeni   | 0:0 | 1:1 | 1:3 | 0:0 | 0:0 | 1:2 |     | 2:0 | 2:4 | 1:0 |
| Spicul Chișcăreni    | 0:1 | 1:1 | 0:2 | 0:4 | 1:1 | 0:4 | 1:1 |     | 0:2 | 1:0 |
| Zaria Bielce         | 0:1 | 6:0 | 0:1 | 2:2 | 2:0 | 0:2 | 3:0 | 3:0 |     | 3:0 |
| Zimbru Kiszyniów     | 2:0 | 1:0 | 0:1 | 1:1 | 4:0 | 1:2 | 2:1 | 1:1 | 1:0 |     |

Źródło: Divizia Națională (rum.).
Objaśnienia:
1Drużyna gospodarzy jest wymieniona po lewej stronie tabeli.
Kolory: zielony – zwycięstwo gospodarzy, żółty – remis, różowy – zwycięstwo gości.

## Statystyki
| Bramki | Strzelcy          | Drużyna            |
| ------ | ----------------- | ------------------ |
| 13     | Vitalie Damașcan  | Sheriff Tyraspol   |
| 9      | Vladimir Ambros   | Petrocub-Hincesti  |
| 7      | Stefan Mugoša     | Sheriff Tyraspol   |
| 5      | Josip Brezovec    | Sheriff Tyraspol   |
| 5      | Serhij Zahynajłow | Zarea Bielce       |
| 5      | Jairo da Silva    | Sheriff Tyraspol   |
| 5      | Vadim Paireli     | Petrocub-Hincesti  |
| 5      | Viorel Primac     | Speranța Nisporeni |
| 5      | Jean Theodoro     | Zimbru Kiszyniów   |

| Asysty | Zawodnik           | Drużyna                   |
| ------ | ------------------ | ------------------------- |
| 9      | Cristiano da Silva | Sheriff Tyraspol          |
| 6      | Josip Brezovec     | Sheriff Tyraspol          |
| 6      | Artur Pătraș       | Sfîntul Gheorghe Suruceni |
| 5      | Jairo da Silva     | Sheriff Tyraspol          |
| 5      | Alexandru Pașcenco | Dacia Kiszyniów           |
| 5      | Vladimir Ambros    | Petrocub-Hincesti         |
| 5      | Alexandru Antoniuc | Milsami Orgiejów          |